# The Broken Tower
 The Broken Tower és un drama biogràfic estatunidenc produït, escrit, dirigit i muntat per James Franco estrenada el 2011. La pel·lícula és sobre el poeta americà Hart Crane, que es va suïcidar l'abril de 1932 als 32 anys saltant del vaixell SS Orizaba. The Broken Tower  es va estrenar l'abril de 2011 al Boston College i al Festival de Cinema de Los Angeles de 2011 el juny.

## Argument
Una biografia del poeta Hart Crane (Franco).

## Repartiment
- James Franco: Hart Crane
- Michael Shannon: Emile
- Stacey Miller: Peggy Cowley
- Vince Jolivette
- Betsy Franco: Grace Crane
- Dave Franco: Hart Crane de jove

## Producció
Franco va tenir la idea de la pel·lícula mentre llegia la biografia de Crane de Paul Mariani, també titulada The Broken Tower, un dels poemes de Crane. La vida torturada del poeta com a artista l'atreia.
| « | "Estava intentant escriure d'una manera que era atípica pel seu temps; no era entès per la majoria dels seus contemporanis; estava lluitant tant amb les seves circumstàncies financeres com dins de si mateix per produir el seu treball. Bevia, tenia molt sexe, va tenir un gran amor, però passatger", Franco va declarar al The Jewish Journal of Greater Los Angeles. "I així vaig pensar, 'és una història que dona per a una pel·lícula, més fàcil que una història sobre algú com James Joyce [que] no era exactament dramàtic o tràgic. Encara que es podria fer, no és la mateixa classe de vida torturada | » |

Franco va fer servir la història com la seva tesi mestra per la Tisch School of the Arts de la Universitat de Nova York. Finalment, va decidir fer-hi de protagonista. Més tard, també va decidir dirigir la pel·lícula així com produir-la i escriure el guió cinematogràfic L'octubre de 2010, Franco declarava que havia començat la preproducció de The Broken Tower , i la fotografia el novembre. El desembre, el rodatge havia acabat. Franco va triar rodar The Broken Tower en blanc i negre. La pel·lícula també presenta gràfiques escenes sexuals, incloent-hi una escena on Franco fa una felació.